# Astronesthes exsul
Astronesthes exsul är en fiskart som beskrevs av Nikolai V. Parin och Borodulina 2002. Astronesthes exsul ingår i släktet Astronesthes och familjen Stomiidae. Inga underarter finns listade.